# Berezîna, Volociîsk
Berezîna (în ucraineană Березина) este un sat în comuna Pahutînți din raionul Volociîsk, regiunea Hmelnîțkîi, Ucraina.
Localitatea face parte din regiunea istorică Volânia, iar după tratatul de pace de la Riga din 1921 a devenit parte a Uniunii Sovietice.

## Demografie
Componența lingvistică a localității Berezîna
     Ucraineană (100%)
Conform recensământului din 2001, toată populația localității Berezîna era vorbitoare de ucraineană (100%).